# Lac Bouchette, Senneterre
Lac Bouchette är en sjö i Kanada.   Den ligger i regionen Abitibi-Témiscamingue och provinsen Québec, i den sydöstra delen av landet, 260 km norr om huvudstaden Ottawa. Lac Bouchette ligger 353 meter över havet. Arean är 35 kvadratkilometer. Den sträcker sig 23,7 kilometer i nord-sydlig riktning, och 21,1 kilometer i öst-västlig riktning.
I omgivningarna runt Lac Bouchette växer i huvudsak blandskog. Trakten runt Lac Bouchette är nära nog obefolkad, med mindre än två invånare per kvadratkilometer.